# Droga ekspresowa S19
Die Droga ekspresowa S19 (pol. für ‚Schnellstraße S19‘) ist eine überwiegend im Bau befindliche Schnellstraße in Polen und stellt entlang der polnischen Ostgrenze als Nord-Süd-Verbindung zwischen Belarus und der Slowakei dar. Sie soll Hrodna, Białystok, Lublin, Rzeszów und Košice miteinander verbinden. Im südlichen Verlauf ab dem Knoten Rzeszów Południe bis zur Grenze der Slowakei wird sie ein Teil der Europastraße 371 sein.

## Planungsgeschichte
Im Netzplan Polens aus dem Jahre 1939 war die Strecke Białystok–Hrodna als Teil der Linie Warszawa – Vilnius – Daugavpils vorgesehen. Die Verbindung Białystok – Lublin – Košice fehlte völlig.
Die Pläne von 1945 und 1946 enthielten weiterhin den Abschnitt von Białystok Richtung Vilnius sowie eine Strecke, die von Warszawa über Radom nach Košice geführt werden sollte. Hingegen fehlte nach wie vor eine direkte Verbindung von Białystok über Lublin nach Košice. Auch im Plan des Jahres 1963 blieb es bei diesem Vorhaben, wobei die Strecke Warszawa – Radom nunmehr nur zur Fortführung bis Rzeszów vorgesehen war. 1971 entfiel schließlich auch die Strecke Białystok Richtung Vilnius bzw. Moskau, so dass in diesem Netzplan nicht ein einziges Teilstück der heutigen S19-Trasse enthalten war. Lediglich an der Verbindung Warszawa – Radom – Rzeszów wurde festgehalten. Erstmals 1976 tauchte in den Plänen eine Strecke auf, die der heute geplanten S19-Verbindung zwischen Białystok, Lublin, Rzeszów und der Landesgrenze sehr ähnlich ist und nach Budapest fortgesetzt werden sollte. Dagegen fehlte das Teilstück von Białystok in Richtung Vilnius. Seit 1985 findet sich in den Netzplänen (1993, 1996, 2001, 2003, 2004) die Strecke in ihrer heutigen Form unverändert. 2009 wurde der Verlauf auf dem Teilstück von der polnisch-belarussischen Grenze bis Białystok mit dem Zusatz Sokółka – Korycin – Knyszyn – Dobrzyniewo Duże deutlich präzisiert und eine Führung entlang der Landesstraße 19 durch den Landschaftsschutzpark Puszczy Knyszyńskiej und somit durch das Natura-2000-Gebiet ausgeschlossen. Die S19 sollte das Gebiet im Norden und Westen umgehen. Diese Änderung wurde trotz der etwa 25 Kilometer Umweg und wachsender Proteste in den Netzplänen bis 2019 beibehalten. Parallel entstand mit Variante 5 durch die GDDKiA eine weitere Planungstrasse auf kurzem Weg durch das Naturschutzgebiet, weitgehend parallel zur vorhandenen Landstraße 19 und mit zahlreichen Grünbrücken und weiteren Umweltschutzmaßnahmen. Diese Variante wurde dann im Februar 2020 offiziell genehmigt.

## Fertiggestellte Abschnitte
| Abschnitt                                                                                            | Länge                  | Bauzeit                                  | Baukosten                                | Verkehrsübergabe                         | Ausbauzustand                                                                                     |
| --- | ---------------------- | ---------------------------------------- | ---------------------------------------- | ---------------------------------------- | ------------------------------------------------------------------------------------------------- |
| Umgehung Wasilków (a) (Knoten Wasilków – Knoten Białystok Północ)                                    | 0005,0 km              | 2007–2011                                | 125 Mio. Złoty (29 Mio. Euro)            | 14. Februar 2011                         | eine Fahrbahn mit je einem Fahrstreifen pro Richtung; nördliche Fahrbahn                          |
| Umgehung Międzyrzec Podlaski (a) (Knoten Międzyrzec Podl. Północ – Knoten Międzyrzec Podl. Południe) | 0006,6 km              | 2005–2008                                | 100 Mio. Złoty (26 Mio. Euro)            | 18. April 2008                           | eine Fahrbahn mit je einem Fahrstreifen pro Richtung; östliche Fahrbahn                           |
| Umgehung Kock (Knoten Kock Północ – Knoten Kock Południe)                                            | 0007,9 km              | 2009–2011                                | 169 Mio. Złoty (40 Mio. Euro)            | 21. Dezember 2011                        | eine Fahrbahn mit je einem Fahrstreifen pro Richtung; östliche Fahrbahn                           |
| Knoten Lublin Rudnik – Knoten Lublin Sławinek (b)                                                    | 0009,6 km              | 2011–2014                                | siehe unten (c)                          | 31. Oktober 2014                         | zwei Fahrbahnen mit je drei Fahrstreifen                                                          |
| Knoten Lublin Sławinek                                                                               | 0002,7 km              | 2011–2014                                | siehe unten (c)                          | 25. September 2014                       | zwei Fahrbahnen mit je zwei bis vier Fahrstreifen                                                 |
| Knoten Lublin Sławinek – Knoten Lublin Węglin                                                        | 0009,8 km              | 2014–2016                                | 424 Mio. Złoty (106 Mio. Euro)           | 9. Dezember 2016                         | zwei Fahrbahnen mit je zwei Fahrstreifen (Reserve für den dritten Fahrstreifen im Bankett)        |
| Knoten Lublin Węglin – Knoten Niedrzwica Duża                                                        | 0011,9 km              | 2018–2021                                | 312 Mio. Złoty (78 Mio. Euro)            | 16. Dezember 2021                        | zwei Fahrbahnen mit je zwei Fahrstreifen (Reserve für den dritten Fahrstreifen im Bankett)        |
| Knoten Niedrzwica Duża – Knoten Kraśnik Północ                                                       | 0020,0 km              | 2018–2022                                | 498 Mio. Złoty (125 Mio. Euro)           | 21. Mai 2022                             | zwei Fahrbahnen mit je zwei Fahrstreifen (Reserve für den dritten Fahrstreifen im Bankett)        |
| Knoten Kraśnik Północ – Knoten Kraśnik Południe                                                      | 0009,9 km              | 2018–2021                                | 320 Mio. Złoty (80 Mio. Euro)            | 16. Dezember 2021                        | zwei Fahrbahnen mit je zwei Fahrstreifen (Reserve für den dritten Fahrstreifen im Bankett)        |
| Knoten Kraśnik Południe – Knoten Janów Lubelski Północ                                               | 0018,1 km              | 2017–2021                                | 390 Mio. Złoty (98 Mio. Euro)            | 16. Dezember 2021                        | zwei Fahrbahnen mit je zwei Fahrstreifen (Reserve für den dritten Fahrstreifen im Bankett)        |
| Knoten Janów Lubelski Północ – Knoten Janów Lubelski Południe                                        | 0006,5 km              | 2017–2021                                | 149 Mio. Złoty (37 Mio. Euro)            | 16. Dezember 2021                        | zwei Fahrbahnen mit je zwei Fahrstreifen (Reserve für den dritten Fahrstreifen im Bankett)        |
| Knoten Janów Lubelski Południe – Knoten Lasy Janowskie                                               | 0008,3 km              | 2017–2021                                | 184 Mio. Złoty (46 Mio. Euro)            | 15. Juni 2021                            | zwei Fahrbahnen mit je zwei Fahrstreifen (Reserve für den dritten Fahrstreifen im Bankett)        |
| Knoten Lasy Janowskie – Knoten Zdziary                                                               | 0009,5 km              | 2018–2021                                | 239 Mio. Złoty (59 Mio. Euro)            | 11. Oktober 2021                         | zwei Fahrbahnen mit je zwei Fahrstreifen (Reserve für den dritten Fahrstreifen im Bankett)        |
| Knoten Zdziary – Knoten Rudnik nad Sanem                                                             | 0008,2 km              | 2018–2022                                | 287 Mio. Złoty (72 Mio. Euro)            | 29. April 2022                           | zwei Fahrbahnen mit je zwei Fahrstreifen (Reserve für den dritten Fahrstreifen im Bankett)        |
| Knoten Rudnik nad Sanem – Knoten Nisko Południe                                                      | 0006,7 km              | 2018–2021                                | 196 Mio. Złoty (49 Mio. Euro)            | 6. Dezember 2021                         | zwei Fahrbahnen mit je zwei Fahrstreifen (Reserve für den dritten Fahrstreifen im Bankett)        |
| Knoten Nisko Południe – Knoten Jeżowe                                                                | 0011,2 km              | 2018–2021                                | 273 Mio. Złoty (68 Mio. Euro)            | 6. Dezember 2021                         | zwei Fahrbahnen mit je zwei Fahrstreifen                                                          |
| Knoten Jeżowe – Knoten Łowisko                                                                       | 0010,3 km              | 2018–2021                                | 334 Mio. Złoty (84 Mio. Euro)            | 6. Dezember 2021                         | zwei Fahrbahnen mit je zwei Fahrstreifen                                                          |
| Knoten Łowisko – Knoten Sokołów Małopolski Północ                                                    | 0008,2 km              | 2018–2021                                | 286 Mio. Złoty (72 Mio. Euro)            | 23. Dezember 2021                        | zwei Fahrbahnen mit je zwei Fahrstreifen                                                          |
| Knoten Sokołów Małopolski Północ – Stobierna                                                         | 0012,5 km              | 2014–2017                                | 290 Mio. Złoty (73 Mio. Euro)            | 1. September 2017                        | eine Fahrbahn mit je einem Fahrstreifen pro Richtung; östliche Fahrbahn                           |
| Stobierna – Knoten Rzeszów Jasionka                                                                  | 0002,4 km              | 2010–2012                                | 67 Mio. Złoty (17 Mio. Euro)             | 10. September 2012                       | eine Fahrbahn mit je einem Fahrstreifen pro Richtung; westliche Fahrbahn                          |
| Knoten Rzeszów Jasionka – Knoten Rzeszów Wschód                                                      | 0003,0 km              | 2010–2012                                | 147 Mio. Złoty (37 Mio. Euro)            | 10. September 2012                       | zwei Fahrbahnen mit je zwei Fahrstreifen                                                          |
| Knoten Rzeszów Wschód                                                                                | 0001,0 km              | Realisiert als Abschnitt der Autobahn A4 | Realisiert als Abschnitt der Autobahn A4 | Realisiert als Abschnitt der Autobahn A4 | zwei Fahrbahnen mit je zwei Fahrstreifen                                                          |
| Knoten Rzeszów Wschód – Knoten Rzeszów Zachód (d)                                                    | 0011,0 km              | Realisiert als Abschnitt der Autobahn A4 | Realisiert als Abschnitt der Autobahn A4 | Realisiert als Abschnitt der Autobahn A4 | zwei Fahrbahnen mit je zwei Fahrstreifen (Reserve für den dritten Fahrstreifen im Mittelstreifen) |
| Knoten Rzeszów Zachód                                                                                | 0000,7 km              | Realisiert als Abschnitt der Autobahn A4 | Realisiert als Abschnitt der Autobahn A4 | Realisiert als Abschnitt der Autobahn A4 | zwei Fahrbahnen mit je zwei Fahrstreifen                                                          |
| Knoten Rzeszów Zachód – Knoten Rzeszów Świlcza                                                       | 0004,4 km              | 2010–2013                                | 233 Mio. Złoty (58 Mio. Euro)            | 13. Dezember 2013                        | zwei Fahrbahnen mit je zwei Fahrstreifen                                                          |
| Knoten Rzeszów Świlcza – Knoten Rzeszów Południe                                                     | 0006,3 km              | 2014–2017                                | 343 Mio. Złoty (86 Mio. Euro)            | 7. Dezember 2017                         | zwei Fahrbahnen mit je zwei Fahrstreifen                                                          |
| Summe                                                                                                | 0196,9 km 00176,4 km * |                                          | 5,26 Mrd. Złoty (1,30 Mrd. Euro)         |                                          |                                                                                                   |

### Umgehung von Międzyrzec Podlaski
Die Umgehung von Międzyrzec Podlaski stellt einen 6,6 Kilometer langen Abschnitt im Verlauf der Landesstraße 19, der westlich der Stadt Międzyrzec Podlaski verläuft. Der Abschnitt verbindet den nordwestlich gelegenen Knoten Międzyrzec Podlaski Północ, bei dem die Straße die Landesstraße 2 kreuzt, mit dem südwestlich gelegenen Knoten Międzyrzec Podlaski Południe, der eine Verbindung zu den Woiwodschaftsstraßen 806 und 813 herstellt. Bei beiden Knoten ist die Umgehungsstraße bereits mit zwei Fahrbahnen ausgeführt, dazwischen ist nur eine Fahrbahn vorhanden.
In den Jahren 2005 bis 2008 wurde die erste Etappe der Umgehungsstraße, die die östliche Fahrbahn samt den beiden Knoten umfasste, gebaut. Der Baubeginn erfolgte am 6. September 2005 mit der Vertragsunterzeichnung mit dem griechischen Bauunternehmen J&P Avax. Die Fertigstellung und Verkehrsübergabe fand am 18. April 2008 statt. Die Baukosten betrugen 100 Mio. Złoty.
In einer zweiten Etappe ist der Bau der westlichen Fahrbahn geplant. 2017 bis 2019 wurde die Machbarkeitsstudie (poln.: Studium Techniczno-Ekonomiczno-Środowiskowe, kurz STEŚ, dt. etwa Technisch-ökonomisch-ökologische Studie) samt dem Umweltverträglichkeitsbericht ausgearbeitet und anschließend von der Regionaldirektion für Umweltschutz in Lublin geprüft. Ende Februar 2020 erteilte die Umweltbehörde den Umweltverträglichkeitsbeschluss (poln.: Decyzja o środowiskowych uwarunkowaniach, kurz DŚU).

### Umgehung von Kock
Die Umgehung von Kock umfasst einen 7,9 Kilometer langen Straßenabschnitt, der als Erster als Teil der S19 beschildert ist. Der Abschnitt ist derzeit mit nur einer Fahrbahn und zwei Fahrstreifen ausgestattet, besitzt jedoch zwei höhenfreie Knoten, die die Verbindungen zu der Landesstraße 48 und der Woiwodschaftsstraße 808 herstellen.
Der Bauvertrag zum Bau der 7,9 Kilometer langen östlichen Fahrbahn mit der Baufirma Strabag wurde am 4. August 2009 unterschrieben. Es wurde eine 32 Monate lange Bauzeit vereinbart. Der Fertigstellungstermin war für den 4. April 2012 festgelegt worden. Jedoch wurden die Bauarbeiten so beschleunigt, dass die Fahrbahn komplett am 21. Dezember 2011 für den Verkehr freigegeben werden konnte. Die letzten Arbeiten außerhalb der Fahrbahn wurden noch bis zum im Bauvertrag festgelegten Termin fortgeführt werden. Die Baukosten beliefen sich auf 223 Mio. Złoty, wovon 176 Mio. Złoty von der Europäischen Union getragen wurden.
In Zukunft ist eine Erweiterung der Umgehungsstraße um die westliche Fahrbahn geplant. 2018 bis 2019 wurde die Machbarkeitsstudie samt dem Umweltverträglichkeitsbericht seitens der GDDKiA ausgearbeitet und wird seit Mai 2019 von der Regionaldirektion für Umweltschutz in Lublin geprüft.

### Lublin Rudnik – Lublin Sławinek
Dieser Abschnitt stellt einen gemeinsamen Abschnitt der Schnellstraßen S12, S17 und S19 und einen Teil der Umgehungsstraße der Stadt Lublin dar. Dabei verläuft die S19 auf 8,6 Kilometern des 9,6 Kilometer langen Abschnittes auf der gemeinsamen Trasse. Im Rahmen des Knotens Lublin Rudnik, bei dem die S19 in nördlicher Richtung von der S12/S17 abzweigt, wurde ein weiterer Kilometer der S19 fertiggestellt.
Bereits Ende der 1990er Jahre wurden konkrete Planungen aufgenommen. Am 16. Dezember 2009 wurde der Verlauf der Umgehung entsprechend dem von der Regionaldirektion für Umweltschutz in Lublin erlassenen Umweltverträglichkeitsbeschluss endgültig festgelegt. Im Jahr 2009 begann zudem die Ausschreibung zum Bau dieses Abschnittes, die mit der Vertragsunterzeichnung der GDDKiA mit dem spanischen Bauunternehmen Dragados am 6. Dezember 2011 beendet wurde. Die Baukosten wurden auf 475 Millionen Złoty festgelegt. Die Fertigstellung erfolgte nach mehreren Monaten Verzögerung bis Ende Oktober 2014, nachdem die anderen Abschnitte der Umgehung Lublins bereits fertiggestellt wurden. Somit schloss die am 31. Oktober erfolgte Verkehrsübergabe eine Lücke im Schnellstraßennetz Polens.

### Lublin Sławinek

Schema eines Autobahnkreuzes mit mehrspuriger halbdirekter Rampe.

Der Knoten Lublin Sławinek liegt im Westen Lublins und verbindet die Schnellstraßen S12/S17 mit der S19 und der Woiwodschaftsstraße 874 miteinander. Dabei werden die Schnellstraßen S12/S17 aus westlicher Richtung an den Knoten angebunden und über eine halbdirekte Verbindungsrampe in Richtung Norden geführt. Die S19 wird aus südlicher Richtung über die Hauptbrückenbauwerke ebenfalls in Richtung Norden geführt, sodass in nördlicher Richtung die Schnellstraßen S12, S17 und S19 als Umgehung Lublins auf einer gemeinsamen Trasse bis zum Knoten Lublin Rudnik geführt werden. Aus westlicher Richtung gehen die Schnellstraßen S12/S17 unter den Hauptbrückenbauwerken in die Woiwodschaftsstraße 874 über, die aus Richtung Osten das Stadtgebiet Lublins autobahnähnlich an den Knoten anschließt.
Der Knoten wurde als Teil des gemeinsamen Abschnittes der S12 und der S17 vom Knoten Jastków bis zum Knoten Lublin Sławinek gebaut. Insgesamt 2,7 Kilometer im Verlauf des Knotens als Teil der S19 beschildert. Am 16. Dezember 2009 wurde die Lage des Knotens durch den Umweltverträglichkeitsbeschluss der Regionaldirektion für Umweltschutz in Lublin endgültig festgelegt. Am 9. Juni 2011 wurden die Bauverträge mit der Baufirma Budimex unterzeichnet, die Fertigstellung und Verkehrsübergabe erfolgte am 25. September 2014.

### Lublin Sławinek – Lublin Węglin
Dieser 9,8 Kilometer lange Abschnitt führt vom Knoten Lublin Sławinek bis zum Knoten Lublin Węglin und stellt die Westumgehung Lublins dar.
Planungsgeschichte
Bereits Ende der 1990er Jahre wurden konkrete Planungen aufgenommen und bis zu sechs mögliche Trassenvarianten vorgestellt. 2005 legte der Woiwode der Woiwodschaft Lublins die seitens der GDDKiA bevorzugte Variante fest. Das Ministerium für Infrastruktur wies anschließend eine Beschwerde der Gemeinde Konopnica zurück. Das Verwaltungsgericht der Woiwodschaft Masowien wies 2006 in erster Instanz eine Klage, das Oberste Verwaltungsgericht in zweiter Instanz 2007 eine Berufung ebenfalls zurück. Entsprechend der neuen Gesetzgebung erstellte die GDDKiA einen neuen Umweltverträglichkeitsbericht und stellte einen Antrag über die Umweltverträglichkeitsprüfung (UVP) an die Regionaldirektion für Umweltschutz, die am 20. März 2009 in einem Beschluss die umstrittene Trassenvariante festlegte. Im November 2009 wies die Generaldirektion für Umweltschutz die Beschwerden zurück und bestätigte den Beschluss. Nach einer Klage hob das Warschauer Verwaltungsgericht im Juli 2011 die Bestätigung der Generaldirektion auf. Nach Berufung der GDDKiA hob das Oberste Verwaltungsgericht das Urteil der vorherigen Instanz wieder auf und wies die Klage zur erneuten Prüfung. Im August 2012 wies das Verwaltungsgericht in Warschau schließlich die Klage zurück, da die UVP nach geltendem Recht durchgeführt wurde. Parallel wurde der Planungsprozess vorangetrieben und die Erteilung der Baugenehmigung beim Woiwoden der Woiwodschaft Lublin beantragt, die am 12. Mai 2014 erfolgte.
Baugeschichte
Die Ausschreibung zum Bau der Westumgehung startete Ende 2013 und wurde mit der Vertragsunterzeichnung zwischen der GDDKiA und Budimex am 29. Oktober 2014 beendet. Es wurden eine 19 Monate lange Bauzeit und Baukosten von 424 Mio. Złoty vereinbart. Am 9. Dezember 2016 erfolgte die Verkehrsübergabe.

### Lublin Węglin – Woiwodschaftsgrenze Lublin/Karpatenvorland
Baugeschichte
Zur Ausschreibung wurde der ganze Abschnitt in sechs Teilstücke unterteilt:
1. Knoten Lublin Węglin – Knoten Niedrzwica Duża (11,85 km)
2. Knoten Niedrzwica Duża – Knoten Kraśnik Północ (19,95 km)
3. Knoten Kraśnik Północ – Knoten Kraśnik Południe (9,93 km)
4. Knoten Kraśnik Południe – Knoten Janów Lubelski Północ (18,14 km)
5. Knoten Janów Lubelski Północ – Knoten Janów Lubelski Południe (6,45 km)
6. Knoten Janów Lubelski Południe – Knoten Łążek Ordynacki (8,27 km)

### Woiwodschaftsgrenze Lublin/Karpatenvorland – Sokołów Małopolski
Baugeschichte
Zur Ausschreibung wurde der ganze Abschnitt in sechs Teilstücke unterteilt:
1. Knoten Łążek Ordynacki – Knoten Zdziary (9,48 km)
2. Knoten Zdziary – Knoten Rudnik nad Sanem (8,23 km)
3. Knoten Rudnik nad Sanem – Knoten Nisko Południe (6,46 km)
4. Knoten Nisko Południe – Knoten Jeżowe (11,15 km)
5. Knoten Jeżowe – Knoten Łowisko (10,34 km)
6. Knoten Kamień – Knoten Sokołów Małopolski Północ (8,19 km)

### Sokołów Małopolski Północ – Rzeszów Wschód
Dieser insgesamt 17,9 km lange Abschnitt verläuft zwischen den Knoten Sokołów Małopolski Północ und Rzeszów Wschód, verbindet den Flughafen Rzeszów-Jasionka über den gleichnamigen Knoten mit der Autobahn A4 und stellt die Ostumgehung der Stadt Sokołów Małopolski dar. Der Bau dieses Abschnittes wurde in insgesamt drei Etappen unterteilt, wobei die Realisierung der letzten Etappe noch aussteht.
- Die erste Etappe besteht aus der östlichen Fahrbahn des Teilstückes vom Knoten Sokołów Małopolski Północ bis zur Ortschaft Stobierna (12,5 km).
Bereits 2005 wurde der damalige Beschluss zur Festlegung der Trasse erhalten. Es war nur der Bau einer Fahrbahn auf der gesamten Strecke zwischen Rzeszów und Lublin vorgesehen. Der Umweltverträglichkeitsbericht wurde Mitte 2008 ausgearbeitet und im November 2008 der entsprechende neue Beschluss von der Regionaldirektion für Umweltschutz erhalten. Die Ausschreibung zur Beendigung des Planungsprozesses und zum Bau dauerte von 2013 bis 2014 und endete in der Vertragsunterzeichnung zwischen der GDDKiA und der spanischen Baufirma Aldesa am 5. Juni 2014. Die Baugenehmigung wurde am 10. Juli 2015 erteilt. Die Fertigstellung und Verkehrsübergabe erfolgte am 1. September 2017. Die Baukosten betrugen 290 Millionen Złoty (ca. 73 Millionen Euro).[33]
- Die zweite Etappe besteht aus der westlichen Fahrbahn des Teilstückes von Stobierna bis zum Knoten Rzeszów Jasionka (2,4 km) und aus beiden Fahrbahnen des Teilstückes zwischen den Knoten Rzeszów Jasionka und Rzeszów Wschód (3,0 km)
Bereits 2005 wurde der damalige Beschluss zur Festlegung der Trasse erhalten. Der Umweltverträglichkeitsbericht wurde Mitte 2008 ausgearbeitet und im November 2008 der entsprechende neue Beschluss von der Regionaldirektion für Umweltschutz erhalten. Die Baugenehmigung wurde am 1. März 2010 erteilt. Bereits am 8. Februar 2010 wurde der Bauvertrag zwischen der GDDKiA und dem polnisch-portugiesischen Konsortium unter der Führung von MSF Engenharia und den Partnern MSF Polska, Mosty-Łódź und MOLTER unterzeichnet. Die Fertigstellung und Verkehrsübergabe erfolgte am 10. September 2012. Die Baukosten betrugen 214 Millionen Złoty (ca. 54 Millionen Euro).[34]
- Die dritte Etappe besteht aus der westlichen Fahrbahn des Teilstückes vom Knoten Sokołów Małopolski Północ bis Stobierna (12,5 km) und der östlichen Fahrbahn von Stobierna bis zum Knoten Rzeszów Jasionka (2,4 km).
Ursprünglich war der Bau der zweiten Fahrbahn auf beiden Abschnitten erst für Anfang der 2030er-Jahre geplant.[35] Kurz nach der Verkehrsübergabe der 1. Etappe und den ersten tödlichen Unfällen auf den beiden Etappen wurde zur Verbesserung der Verkehrssicherheit das Vorziehen des Baus der zweiten Fahrbahn beschlossen. Die Verträge zur Ausarbeitung der Machbarkeitsstudie und der Umweltverträglichkeitsprüfung wurden am 15. Mai 2019 unterschrieben, der Bauvertrag dann am 21. November 2022. Die Arbeiten starteten im Frühjahr 2023 und der Bau soll im November 2026 abgeschlossen sein.[36]

### Rzeszów Wschód – Rzeszów Zachód
Im Zuge der Planung und des Baus der Autobahn A4 wurden zwei Abschnitte fertiggestellt, die anschließend ebenfalls als Teile der S19 beschildert wurden. Auf insgesamt 11,0 Kilometern verläuft die S19 auf gemeinsamer Strecke mit der Autobahn A4. Im Rahmen des Knotens Rzeszów Wschód („Knoten Rzeszów-Ost“) wurde darüber hinaus noch ein 1000 Meter lange Strecke der S19 und im Rahmen des Knotens Rzeszów Zachód („Knoten Rzeszów-West“) eine 720 Meter lange Strecke der S19 gebaut.

### Rzeszów Zachód – Rzeszów Świlcza
Der ca. vier Kilometer lange Abschnitt führt vom Knoten Rzeszów Zachód bis zum Knoten Rzeszów Świlcza und verbindet die Autobahn A4 mit der Landesstraße 94. Er stellt einen Teil der Westumgehung der Stadt Rzeszów dar.
Planungsgeschichte
Bereits 1998 wurde der damalige Beschluss zur Festlegung der Trasse gemeinsam mit dem angrenzenden Abschnitt der A4 erhalten. Der Umweltverträglichkeitsbericht wurde Mitte 2008 ausgearbeitet und im November 2008 der entsprechende neue Beschluss von der Regionaldirektion für Umweltschutz erhalten. Die Baugenehmigung wurde am 7. April 2010 erteilt.
Erster Bauvertrag
Die erste Ausschreibung umfasste den Bau dieses 4,4 Kilometer langen Abschnittes sowie des 4 Kilometer langen Abschnittes der A4 vom Knoten Rzeszów Północ bis zum Knoten Rzeszów Zachód. Sie begann im Mai 2009 und endete mit der Vertragsunterzeichnung mit dem Konsortium bestehend aus den polnischen Unternehmen Radko Sp. z o.o., Autostrada Wschodnia Sp. z o.o. sowie dem indischen Unternehmen Punj Lloyd Ltd. am 22. April 2010. Die Baukosten wurde mit 442 Mio. Złoty angeboten, davon entfielen 207 Mio. Złoty auf den Abschnitt der S19 sowie 234 Mio. Złoty auf den Abschnitt der A4. Die Bauzeit sollte 18 Monate umfassen. Der offizielle Baubeginn erfolgte im Mai, die Fertigstellung war im November 2011 geplant. Jedoch konnte dieser Termin nicht eingehalten werden, die Bauarbeiten wurden schließlich bis zum 16. Februar 2012 verlängert.
Vertragskündigung
Am 8. Juni 2012 kam es zur Vertragskündigung seitens der GDDKiA. Der Grund dafür war, dass es zu großen Verspätungen gekommen war. Bis Ende Mai 2012 wurden nur 49 % aller Bauarbeiten erledigt, obwohl schon seit 23 Monaten Bauarbeiten ausgeführt wurden. Die vom Konsortium für beide Abschnitte zu zahlenden Entschädigungen wurden auf 22 Mio. Złoty festgelegt.
Zweiter Bauvertrag
Die zweite Ausschreibung wurde Ende August 2012 gestartet und umfasste nur den Abschnitt der S19. Das günstigste Angebot lieferte das Bauunternehmen Mostostal Warszawa mit Baukosten von knapp 130 Mio. Złoty. Anfang Januar 2013 wurde das zweitgünstigste Angebot der Baufirma Eurovia Polska mit Baukosten von knapp 143 Mio. Złoty als das beste Angebot ausgewählt. Die Vertragsunterzeichnung mit der GDDKiA erfolgte am 31. Januar 2013. Es wurde eine 10 Monate lange Bauzeit vereinbart. Die Fertigstellung des Abschnittes erfolgte bis Ende November 2013, die Verkehrsübergabe am 13. Dezember 2013.

### Rzeszów Świlcza – Rzeszów Południe
Dieser 6,3 Kilometer lange Abschnitt führt vom Knoten Rzeszów Świlcza bis zum Knoten Rzeszów Południe („Knoten Rzeszów-Süd“) und stellt einen Teil der Westumgehung der Stadt Rzeszów dar.

## Im Bau befindliche Abschnitte
| Abschnitt                                                                              | Länge    | Vertrags- unterzeichnung | Bauzeit   | Baukosten                         | geplante Fertigstellung  | Ausbauzustand                                                 |
| -------------------------------------------------------------------------------------- | -------- | ------------------------ | --------- | --------------------------------- | ------------------------ | ------------------------------------------------------------- |
| Kuźnica (BY/PL) – Knoten Sokółka Północ                                                | 017,1 km | 12. März 2021            | 2021–2024 | 526 Mio. Złoty (117 Mio. Euro)    | September 2024[veraltet] | zwei Fahrbahnen mit je zwei Fahrstreifen                      |
| Knoten Czarna Białostocka – Knoten Wasilków                                            | 007,3 km | 19. Februar 2023         | 2023–2027 | 348 Mio. Złoty (81 Mio. Euro)     | Dezember 2027            | zwei Fahrbahnen mit je zwei Fahrstreifen                      |
| Knoten Wasilków – Knoten Białystok Północ (südliche Fahrbahn)                          | 005,0 km | 19. Februar 2023         | 2023–2027 | 348 Mio. Złoty (81 Mio. Euro)     | Dezember 2027            | zwei Fahrbahnen mit je zwei Fahrstreifen                      |
| Knoten Białystok Północ – Knoten Dobrzyniewo Duże (S16)                                | 009,5 km | 14. Mai 2024             | 2024–2028 | 321 Mio. Złoty (75 Mio. Euro)     | April 2028               | zwei Fahrbahnen mit je zwei Fahrstreifen                      |
| Knoten Dobrzyniewo Duże (S16) – Knoten Białystok Zachód (S8)                           | 005,4 km | 19. Mai 2021             | 2021–2024 | 406 Mio. Złoty (90 Mio. Euro)     | Dezember 2024[veraltet]  | zwei Fahrbahnen mit je zwei Fahrstreifen                      |
| Deniski – Haćki                                                                        | 006,5 km | 9. September 2024        | 2024–2026 | 305 Mio. Złoty (68 Mio. Euro)     | 2026                     | zwei Fahrbahnen mit je zwei Fahrstreifen                      |
| Haćki – Knoten Bielsk Podlaski Zachód                                                  | 009,0 km | 6. September 2021        | 2021–2025 | 326 Mio. Złoty (70 Mio. Euro)     | März 2025[veraltet]      | zwei Fahrbahnen mit je zwei Fahrstreifen                      |
| Knoten Bielsk Podlaski Zachód – Knoten Boćki                                           | 012,2 km | 15. Oktober 2021         | 2021–2025 | 309 Mio. Złoty (68 Mio. Euro)     | Juni 2025[veraltet]      | zwei Fahrbahnen mit je zwei Fahrstreifen                      |
| Knoten Boćki – Malewice                                                                | 015,9 km | 6. September 2021        | 2021–2025 | 344 Mio. Złoty (76 Mio. Euro)     | März 2025[veraltet]      | zwei Fahrbahnen mit je zwei Fahrstreifen                      |
| Malewice – Chlebczyn / Grenze W. Podlachien/W. Masowien                                | 025,0 km | 15. Oktober 2021         | 2021–2025 | 665 Mio. Złoty (146 Mio. Euro)    | Juni 2025[veraltet]      | zwei Fahrbahnen mit je zwei Fahrstreifen                      |
| Grenze W. Masowien/W. Lublin – Knoten Międzyrzec Podlaski Północ                       | 010,7 km | 23. Februar 2022         | 2022–2025 | 392 Mio. Złoty (86 Mio. Euro)     | Juli 2025[veraltet]      | zwei Fahrbahnen mit je zwei Fahrstreifen                      |
| Knoten Międzyrzec Podl. Północ – Knoten Międzyrzec Podl. Południe (westliche Fahrbahn) | 006,6 km | 23. Februar 2022         | 2022–2025 | 392 Mio. Złoty (86 Mio. Euro)     | Juli 2025[veraltet]      | zwei Fahrbahnen mit je zwei Fahrstreifen                      |
| Knoten Międzyrzec Podl. Południe – Knoten Radzyń Podl. Północ                          | 022,2 km | 26. Juli 2022            | 2021–2024 | 571 Mio. Złoty (120 Mio. Euro)    | März 2026                | zwei Fahrbahnen mit je zwei Fahrstreifen                      |
| Knoten Radzyń Podl. Północ – Knoten Kock Północ                                        | 018,3 km | 15. September 2022       | 2022–2026 | 627 Mio. Złoty (133 Mio. Euro)    | Juni 2026                | zwei Fahrbahnen mit je zwei Fahrstreifen                      |
| Knoten Kock Północ – Knoten Kock Południe (westliche Fahrbahn)                         | 007,9 km | 1. April 2022            | 2022–2025 | 183 Mio. Złoty (39 Mio. Euro)     | Oktober 2025             | zwei Fahrbahnen mit je zwei Fahrstreifen                      |
| Knoten Kock Południe – Knoten Lubartów Północ                                          | 015,7 km | 15. September 2022       | 2022–2026 | 390 Mio. Złoty (83 Mio. Euro)     | Juni 2026                | zwei Fahrbahnen mit je zwei Fahrstreifen                      |
| Knoten Lubartów Północ – Knoten Lublin Rudnik (S12/S17)                                | 023,8 km | 26. Februar 2021         | 2025–2027 | 836 Mio. Złoty (186 Mio. Euro)    | 2027                     | zwei Fahrbahnen mit je zwei Fahrstreifen                      |
| Knoten Sokołów Małopolski Północ – Knoten Rzeszów Jasionka (zweite Fahrbahn)           | 014,9 km | 21. November 2022        | 2022–2026 | 273 Mio. Złoty (58 Mio. Euro)     | November 2026            | zwei Fahrbahnen mit je zwei Fahrstreifen                      |
| Knoten Rzeszów Południe – Knoten Babica                                                | 010,3 km | 10. Juli 2020            | 2020–2026 | 2,23 Mrd. Złoty (558 Mio. Euro)   | Mai 2026                 | zwei Fahrbahnen mit je zwei Fahrstreifen                      |
| Knoten Babica – Jawornik                                                               | 011,6 km | 14. Februar 2022         | 2022–2026 | 1,25 Mrd. Złoty (275 Mio. Euro)   | Juni 2026                | zwei Fahrbahnen mit je zwei Fahrstreifen                      |
| Lutcza – Knoten Domaradz                                                               | 006,4 km | 28. Mai 2024             | 2025–2028 | 1.850 Mio. Złoty (333 Mio. Euro)  | November 2028            | zwei Fahrbahnen mit je zwei Fahrstreifen                      |
| Knoten Domaradz – Knoten Iskrzynia                                                     | 012,5 km | 7. November 2022         | 2021–2025 | 1,06 Mrd. Złoty (227 Mio. Euro)   | Juni 2027                | zwei Fahrbahnen mit je zwei Fahrstreifen                      |
| Knoten Iskrzynia – Knoten Miejsce Piastowe                                             | 010,3 km | 13. September 2021       | 2021–2025 | 365 Mio. Złoty (80 Mio. Euro)     | Juni 2025[veraltet]      | zwei Fahrbahnen mit je zwei Fahrstreifen                      |
| Knoten Miejsce Piastowe – Knoten Dukla                                                 | 009,8 km | 12. Juli 2021            | 2021–2025 | 479 Mio. Złoty (105 Mio. Euro)    | Juni 2025[veraltet]      | zwei Fahrbahnen mit je zwei Fahrstreifen (ohne Standstreifen) |
| Knoten Dukla – Barwinek (PL/SK)                                                        | 018,5 km | 10. Oktober 2022         | 2025–2027 | 1,54 Mrd. Złoty (318 Mio. Euro)   | II. Quartal 2027         | zwei Fahrbahnen mit je zwei Fahrstreifen (ohne Standstreifen) |
| Summe                                                                                  | 277,7 km |                          |           | 12,45 Mrd. Złoty (2,25 Mrd. Euro) |                          |                                                               |

### Kuźnica – Sokółka Północ
Dieser Abschnitt führt vom Grenzübergang zu Belarus bei Kuźnica bis zum Knoten Sokółka Północ und stellt die Nordumgehung von Kuźnica dar. Mit den Planungen wurde nach einem Beschluss der polnischen Regierung vom 20. Oktober 2009, der den Verlauf der S19 über Korycin und Knyszyn festlegte und so den Landschaftsschutzpark Puszczy Knyszyńska  von Norden und Westen her umgeht, begonnen. Zwischen dem März 2016 und dem Juni 2019 untersuchte die GDDKiA mehrere Trassenvarianten von Kuźnica bis Sokółka in der Machbarkeitsstudie samt dem Umweltverträglichkeitsbericht, wählte die längste Variante mit einer Länge von 17,1 km aus und reichte alle Unterlagen zur UVP bei der Regionaldirektion für Umweltschutz in Białystok ein. Der Umweltverträglichkeitsbeschluss wurde Ende April 2020 erteilt.

### Czarna Białostocka – Białystok Zachód
Der Abschnitt beginnt am Knoten Czarna Białostocka mit einem Neubau parallel zur Landesstraße 19 bis zum Beginn der bereits 2011 allerdings nur einbahnig fertig gestellten nördlichen Umfahrung von Wasilków. Diese wird mit einer zweiten Fahrbahn ausgebaut, bevor ab dem Knoten Białystok Północ ein zweibahniger Neubau westwärts bis zum Knoten Dobrzyniewo Duże erfolgt, wo von Norden kommend zukünftig die S16 endet. Der letzte Abschnitt der S16 ab dem provisorischen Anschluss Krynice bis Dobrzyniewo wird in diesem Rahmen mit errichtet. Die S19 biegt hier in Dobrzyniewo nach Süden ab und erreicht am Knoten Białystok Zachód die S8. Die Eröffnung des Abschnittes Krynice – Dobrzyniewo – Białystok Zachód ist für Jahresende 2024 vorgesehen, die beiden anderen Abschnitte folgen Ende 2027 und Anfang 2028.

### Ploski – Chlebczyn
Dieser Abschnitt führt von der Ortschaft Ploski, die zwischen Zabłudów und Bielsk Podlaski liegt, bis zur Ortschaft Chlebczyn, die nahe der Grenze der Woiwodschaften Podlachien und Masowien liegt.
Zur Ausschreibung wurde der Abschnitt in Teilstücke unterteilt:
1. Knoten Ploski – Knoten Haćki (8,9 km)
2. Knoten Haćki – Knoten Bielsk Podlaski Zachód (9,0 km)
3. Knoten Bielsk Podlaski Zachód – Boćki (12,2 km)
4. Knoten Boćki – Knoten Malewice (15,9 km)
5. Knoten Malewice – Chlebczyn / Grenze W. Podlachien/W. Masowien (25,0 km)

Der Abschnitt Ploski–Haćki wurde nach der Aufhebung der Umweltentscheidung für den Trassenverlauf zwischen Ploski und Densiki durch das Oberste Verwaltungsgerichts in zwei Abschnitte unterteilt, um die Verzögerungen durch die notwendige Neuplanung möglichst gering zu halten.

### Rzeszów Południe – Barwinek
Baugeschichte
Zur Ausschreibung wurde der ganze Abschnitt in sieben Teilstücke unterteilt:
1. Knoten Rzeszów Południe – Knoten Babica
2. Knoten Babica – Jawornik
3. Jawornik – Knoten Domaradz
4. Knoten Domaradz – Knoten Iskrzynia
5. Knoten Iskrzynia – Knoten Miejsce Piastowe
6. Knoten Miejsce Piastowe – Knoten Dukla
7. Knoten Dukla – Barwinek (PL/SK)

## Geplante Abschnitte
| Abschnitt                                                                   | Länge    | geplante Bauzeit | voraussichtliche Baukosten       |
| --------------------------------------------------------------------------- | -------- | ---------------- | -------------------------------- |
| Knoten Sokółka Północ – Knoten Czarna Białostocka                           | 024,1 km | unbekannt        | 829 Mio. Złoty (179 Mio. Euro)   |
| Knoten Białystok Zachód (S8) – Knoten Białystok Księżyno                    | 016,7 km | unbekannt        | 577 Mio. Złoty (128 Mio. Euro)   |
| Knoten Białystok Księżyno – Knoten Białystok Południe                       | 008,0 km | unbekannt        | 456 Mio. Złoty (101 Mio. Euro)   |
| Knoten Białystok Południe – Ploski                                          | 012,7 km | unbekannt        | 397 Mio. Złoty (88 Mio. Euro)    |
| Ploski – Deniski                                                            | 002,4 km | unbekannt        | unbekannt                        |
| Chlebczyn / Grenze W. Podlachien/W. Masowien – Grenze W. Masowien/W. Lublin | 032,4 km | unbekannt        | unbekannt                        |
| Jawornik – Lutcza                                                           | 005,2 km | 2026–2031        | 1.910 Mio. Złoty (440 Mio. Euro) |
| Summe                                                                       | 101,5 km |                  |                                  |

### Sokółka Północ – Białystok Zachód
Dieser Abschnitt führt vom Knoten Sokółka Północ über den Knoten Dobrzyniewo Duże bis zum Knoten Białystok Zachód, wo die S19 auf die Schnellstraße S8 trifft.
Planungsgeschichte
Im Jahr 2009 wurde das Schnellstraßennetz in der Woiwodschaft Podlachien nach einem Beschluss der PO/PSL-Regierung neu geordnet. Die S19 sollte nun nach den Auseinandersetzungen um die Umgehung von Augustów den Landschaftsschutzpark Puszczy Knyszyńska und das Natura-2000-Gebiet Knyszyńska-Wald vom Norden und Westen her umgehen und nicht entlang der Landesstraße 19 führen. Anschließend wurde der Abschnitt in zwei Teilstücke unterteilt: Das erste Teilstück von Białystok Zachód über Dobrzyniewo Duże und Knyszyn bis Korycin und das zweite Teilstück von Korycin bis Sokółka. Für beide Teilstücke wurden zunächst mehrere Korridore untersucht. Anschließend wurde die Machbarkeitsstudie samt dem Umweltverträglichkeitsbericht für das erste Teilstück bis 2013 ausgearbeitet und vier mögliche Trassenvarianten bis südlich von Korycin vorgeschlagen. Die GDDKiA wählte die Variante D (35,1 km) aus und erhielt den Umweltverträglichkeitsbeschluss von der Regionaldirektion für Umweltschutz am 21. Dezember 2015. Für das zweite Teilstück wurden in der Machbarkeitsstudie, deren Ausarbeitung im März 2016 startete, vier Trassenvarianten Ende 2016 und Anfang 2017 der Öffentlichkeit vorgestellt wurden:
- Die kürzeste, 34,3 km lange Variante 3 umging Korycin vom Süden her und führte in nordöstlicher Richtung bis östlich von Janów, wo sie auf die Woiwodschaftsstraße 671 traf. Entlang dieser passierte sie den Landschaftsschutzpark Puszczy Knyszyńska an der nördlichen Grenze, durchquerte jedoch das Natura-2000-Gebiet, das noch weiter bis Suchowola reicht, und führte wieder in südlicher Richtung bis nach Sokółka.
- Die 39,1 km lange Variante 2 umging Korycin vom Westen her, bis sie nördlich von Korycin die bisherige Landesstraße 8 kreuzte und weiter entlang der Woiwodschaftsstraße 671 bis Janów verlief. Anschließend umging sie Janów von nördlicher Richtung her und durchquerte das Natura-2000-Gebiet an der engsten Stelle. Weiter führte die Variante wieder in südlicher Richtung bis nach Sokółka.
- Die 38,7 km lange Variante 4 stellte eine Kombination der Varianten 2 und 4 dar. Sie hatte bis westlich von Janów den gleichen Verlauf wie Variante 2, umging Janów vom Süden her und verlief östlich von Janów wie die Variante 3.
- Die mit 58,9 km längste Variante 1 führte von Korycin in nördlicher Richtung entlang der Landesstraße 8 bis Suchowola, wo sie in nordöstlicher Richtung das Natura-2000-Gebiet komplett umkurvte und anschließend in südlicher Richtung bis Sokółka führte.

Alle vier Varianten beanspruchten landwirtschaftliche Nutzflächen. Dies hatte zur Folge, dass die Trassenführung über Knyszyn und Korycin nicht nur seitens der lokalen Bevölkerung entlang der Landesstraße 19 in Sokółka, Czarna Białostocka und Wasilków, sondern auch seitens der betroffenen Landwirte kritisiert wurde. Bereits Ende 2016 erwogen Lokalpolitiker sowohl der PiS-Opposition als auch der PO/PSL-Regierungskoalition im Sejmik der Woiwodschaft Podlachien eine Änderung des beschlossenen Verlaufs. Dies erwog ebenfalls das Ministerium für Infrastruktur nach der Übernahme der Regierung durch die PiS. Nach einer Analyse der Verkehrsprognose, die aufzeigte, dass nur ein Teil des zunehmenden Transitverkehrs auf den neuen Trassenverlauf umsteigen würde und insbesondere der lokale Verkehr auf der Landesstraße 19 durch den Landschaftsschutzpark verbleiben würde, wurde die Machbarkeitsstudie seitens der GDDKiA um eine neue Variante 5 entlang der bestehenden Landesstraße erweitert. Die neue Variante 5 wurde Ende März 2018 erstmals der Öffentlichkeit vorgestellt: Die Variante führt vom Knoten Sokółka Północ aus westlich um Sokółka herum, bis sie im Süden von Sokółka auf die Landesstraße 19 trifft. Weiterhin führt sie insbesondere im Natura-2000-Gebiet direkt an der Landesstraße bis zum bestehenden Knoten Wasilków. Zwischen den Knoten Wasilków und Białystok Północ wird die schon als Nordumgehung von Wasilków gebaute Fahrbahn als Teil der zukünftigen S19 integriert. Vom Knoten Białystok Północ führt die Variante bis zum Knoten Dobrzyniewo Duże, wo sie auf die vorher geplante Trassenvariante Białystok Zachód–Knyszyn trifft. Somit ist zwischen den Knoten Dobrzyniewo Duże und Białystok Zachód keine Änderung geplant. Die Variante 5 ist mit einer Länge von 50,9 Kilometern knapp 20 Kilometer kürzer als die kürzeste Variantenkombination D/3 mit 69,4 Kilometern. Besonders im Schutzgebiet sind zahlreiche Umweltschutzmaßnahmen wie Grünbrücken geplant. Die Machbarkeitsstudie samt dem Umweltverträglichkeitsbericht reichte die GDDKiA am 6. März 2020 bei der Regionaldirektion für Umweltschutz zur Prüfung ein, nachdem das Ministerium für Infrastruktur die Änderung des Verlaufes der S19 Anfang Februar 2020 offiziell genehmigt hatte.
Baugeschichte
Am 28. Februar 2020 startete die Ausschreibung zum Planung und Bau des 5,4 Kilometer langen Abschnittes vom Knoten Dobrzyniewo Duże bis zum Knoten Białystok Zachód, wobei im Rahmen der Ausschreibung nur der Bau des letzteren Knotens in der Form eines Kleeblatts vorgesehen ist. Zudem ist ein Um- und Ausbau der S8 auf 2,1 Kilometern vorgesehen. Dieser Abschnitt weist einen gültigen Umweltverträglichkeitsbeschluss vom 21. Dezember 2015 auf und ist von der Änderung des Verlaufes der S19 nicht betroffen.

### Białystok Zachód – Ploski
Dieser Abschnitt verbindet den Knoten Białystok Zachód mit Zabłudów und endet bei der Ortschaft Ploski. Zum größten Teil führt er vom Westen und Süden her um Białystok herum und stellt somit die Westumgehung von Białystok dar.
Zur Ausschreibung wurde der Abschnitt in drei Teilstücke unterteilt:
1. Knoten Białystok Zachód (S8) – Knoten Białystok Księżyno (16,65 km)
2. Knoten Białystok Księżyno – Knoten Białystok Południe (7,95 km)
3. Knoten Białystok Południe – Ploski (12,73 km)